# Langau
Langau osztrák mezőváros Alsó-Ausztria Horni járásában. 2023 januárjában 699 lakosa volt. 

## Elhelyezkedése

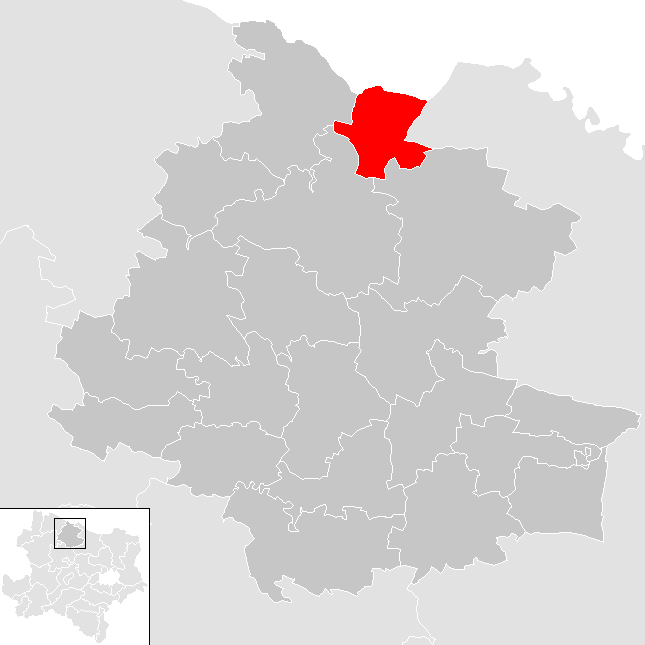
Langau a Horni járásban

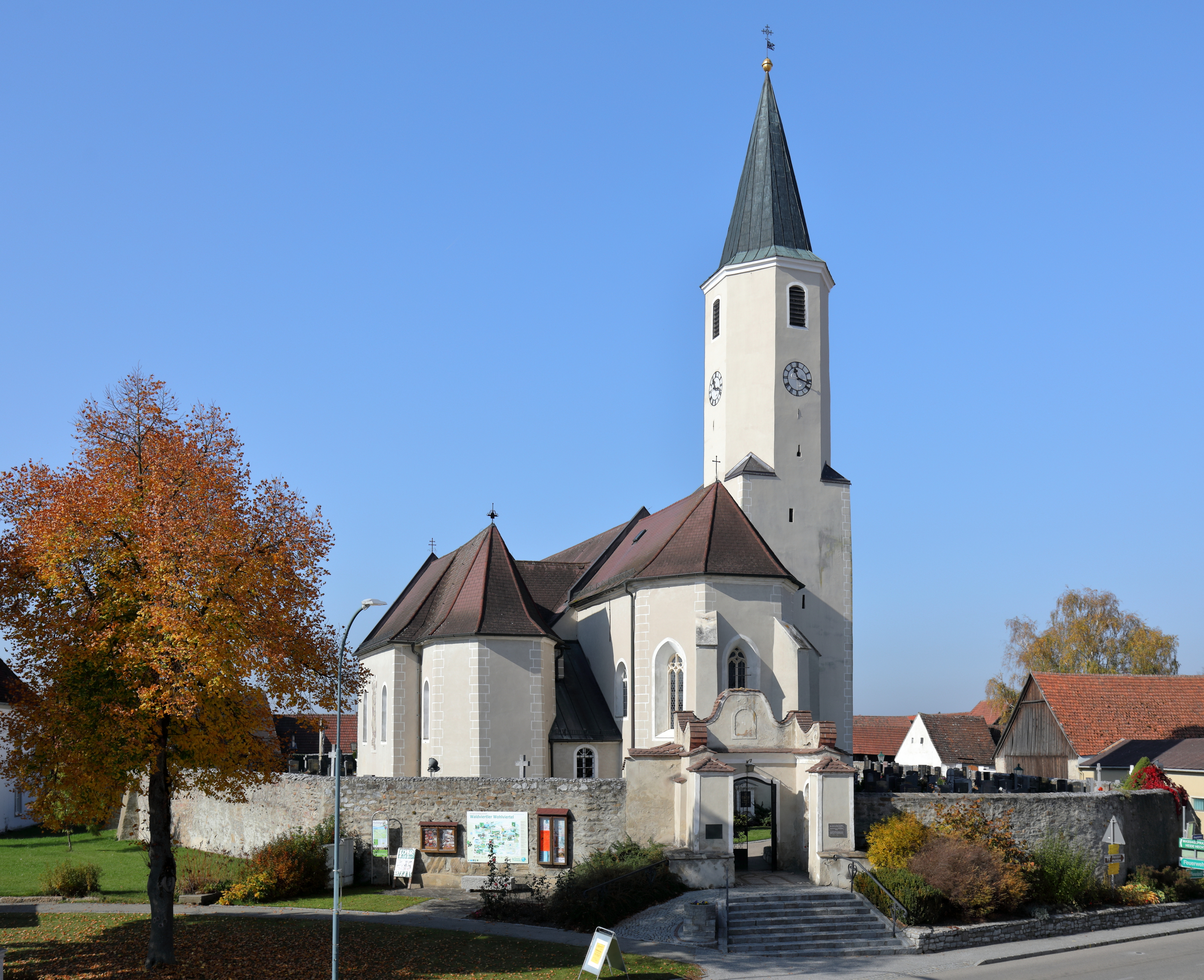
A Mária mennybevétele-plébániatemplom

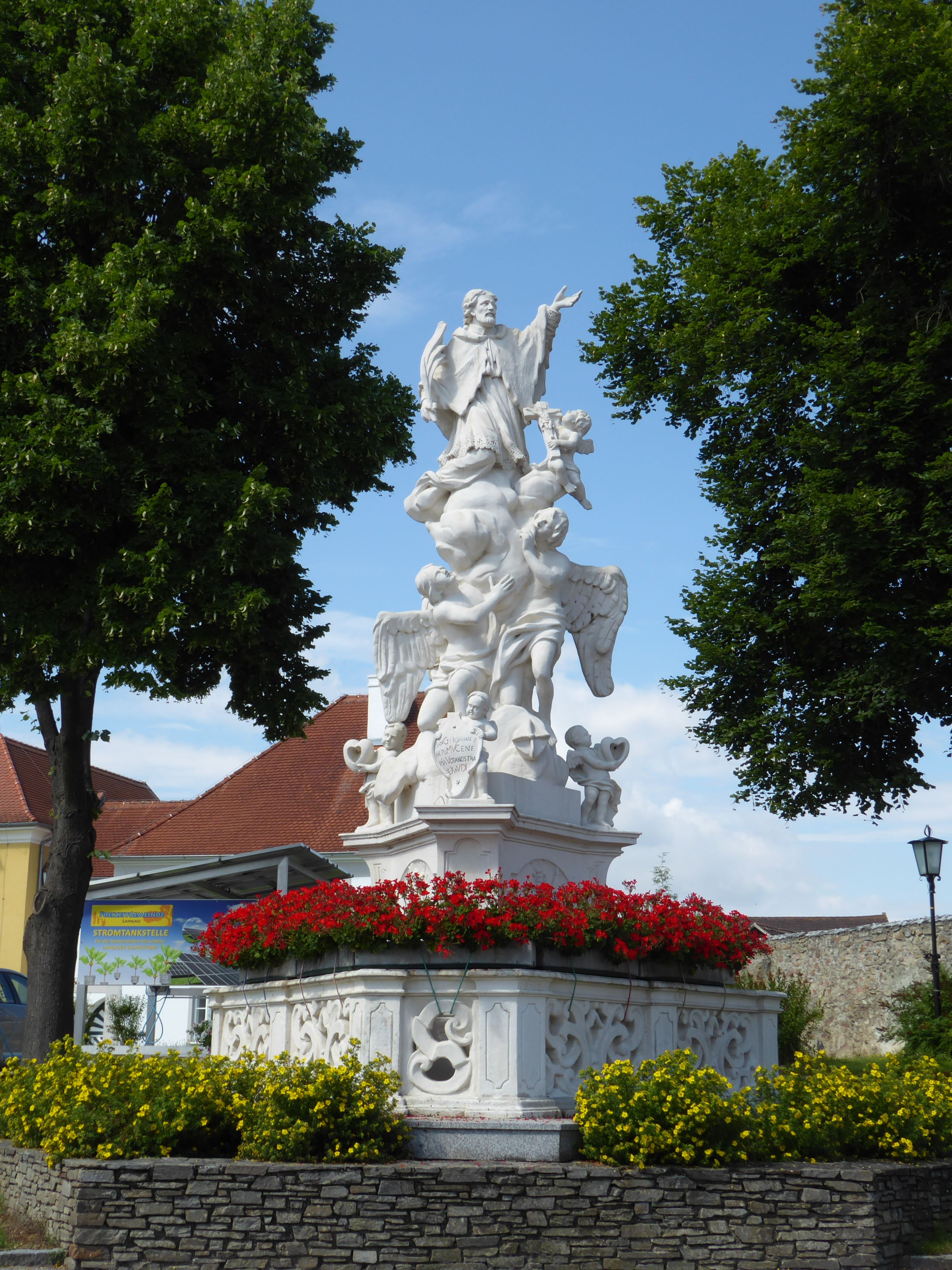
Nepomuki Szt. János szobra a főtéren

Langau a tartomány Waldviertel régiójában fekszik közvetlenül a cseh határ mellett, a Langauer Bach folyó mentén. Területének 14,5%-a erdő, 77,2% áll mezőgazdasági művelés alatt. Az önkormányzat két települést egyesít: Hessendorf (42 lakos 2023-ban) és Langau (657 lakos).
A környező önkormányzatok: keletre Hardegg, délkeletre Weitersfeld, délre Geras, nyugatra Drosendorf-Zissersdorf, északnyugatra Stálky, északkeletre Šafov (utóbbi kettő Csehországban).

## Története
Langaut először 1150 körül említik, amikor Ulrich von Pernegg az általa alapított gerasi kolostornak adományozta. 1240 körül II. Frigyes herceg a klein-mariazelli apátságnak adományozta a falut. 1245-ben már 83 házat számláltak meg a településen. A falu valamilyen okból nagyon népszerű volt a papok körében, mert 1398-ban Michael von Grillenbergnek a klein-mariazelli apát akarata ellenére sikerült langaui plébánossá válnia, bár ezután elűzték. Egy évvel később egy másik pap, Thomas Wagner pápai levelet is hamisított hogy ő lehessen Langau papja, de a csalásra fény derült. 1427-ben az Ausztriába betörő husziták itt égették meg máglyán Petrus von Leesdorf klein-mariazelli bencés szerzetest. Bár a falu magához tért a husziták pusztításai után, Utószülött László korában már csak 43 házat és 32 lakost számlált. A lakosok száma tovább csökkent mert 1453-1600 között a pestis több alkalommal pusztította a vidéket. 
1530-ban a magas adóterhek miatt a kolostor eladta Langaut Johann Mrakesch von Noskau bárónak. A harmincéves háború első éveiben a települést felégették, temploma és házai sokáig tető nélkül maradtak. 1640-ben a visszatérő pestis elvitte a lakosság nagy részét. 1709-ben a templom leégett, de 1712-re újjáépítették. 
A falu első iskolája 1878-ban nyílt meg; épületében ma a polgármesteri hivatal található. A vasút 1910-ben ért el Langauba, a Retz-Langau-Drosendorf szárnyvonal megnyitásával (2001-ben a forgalmat megszüntették, ma csak nosztalgiavonatok járnak nyaranta). Ugyanebben az évben lignitlelőhelyet fedeztek fel Langau és Schaffa (Šafov) között, de ennek kitermelése csak a második világháború után kezdődött el. A nyíltszíni bányák helyén később tavakat létesítettek és ma szabadidőközpont található a helyszínen. Az önkormányzat 1970-ben nyerte el mai formáját Hessendorf csatlakozásával.  

## Lakosság
A langaui önkormányzat területén 2023 januárjában 699 fő élt. A lakosságszám 1961-ben érte el a csúcspontját 1313 fővel, azóta csökkenő tendenciát mutat. 2020-ban az ittlakók 95,8%-a volt osztrák állampolgár; a külföldiek közül 0,9% a régi (2004 előtti), 1,7% az új EU-tagállamokból érkezett. 0,7% az egykori Jugoszlávia (Szlovénia és Horvátország nélkül) vagy Törökország, 0,9% pedig egyéb ország polgára volt. 2001-ben a lakosok 95,7%-a római katolikusnak, 0,4% evangélikusnak, 0,7% mohamedánnak, 2% pedig felekezeten kívülinek vallotta magát. Ugyanekkor a legnagyobb nemzetiségi csoportot a németek (97,4%) mellett a csehek alkották 1,4%-kal.
A népesség változása:

| 2016 | 679 |
| 2018 | 673 |

## Látnivalók
- a Mária mennybevétele-plébániatemplom

## Fordítás
- Ez a szócikk részben vagy egészben  a   Langau című német Wikipédia-szócikk ezen változatának fordításán alapul.  Az eredeti cikk szerkesztőit annak laptörténete sorolja fel. Ez a jelzés csupán a megfogalmazás eredetét és a szerzői jogokat jelzi, nem szolgál a cikkben szereplő információk forrásmegjelöléseként.